# Prova de Kruskal-Wallis
En estadística, la prova de Kruskal-Wallis (de William Kruskal i W. Allen Wallis) és un mètode no paramètric per provar si un grup de dades prové de la mateixa població. Intuïtivament, és idèntic a l'ANOVA amb les dades reemplaçades per categories. És una extensió de la prova de la U de Mann-Whitney per a 3 o més grups.
Ja que és una prova que no és paramètrica, no s'assumeix normalitat en les dades, en oposició a l'ANOVA tradicional. Sí assumeix, sota la hipòtesi nul·la, que les dades venen de la mateixa distribució. Una forma comuna en què es viola aquest supòsit és amb dades heterocedàstiques.

## Mètode
1. La prova ve donada per: {\displaystyle K=(N-1){\frac {\sum _{i=1}^{g}n_{i}({\bar {r}}_{i\cdot }-{\bar {r}})^{2}}{\sum _{i=1}^{g}\sum _{j=1}^{n_{i}}(r_{ij}-{\bar {r}})^{2}}}}, on:
  - {\displaystyle n_{i}} és el nombre d'observacions en el grup {\displaystyle i}
  - {\displaystyle r_{ij}} és el rang (entre totes les observacions) de l'observació {\displaystyle j} en el grup {\displaystyle i}
  - {\displaystyle N} és el nombre total d'observacions entre tots els grups
  - {\displaystyle {\bar {r}}_{i\cdot }={\frac {\sum _{j=1}^{n_{i}}{r_{ij}}}{n_{i}}}},
  - {\displaystyle {\bar {r}}=(N+1)/2} és la mitjana de {\displaystyle r_{ij}}.
Noti que el denominador de l'expressió per {\displaystyle K} és exactament {\displaystyle {\frac {(N-1)N(N+1)}{12}}}. Seguidament {\displaystyle K={\frac {12}{N(N+1)}}\sum _{i=1}^{g}n_{i}({\bar {r}}_{i\cdot }-{\bar {r}})^{2}}.
2. Es pot realitzar una correcció per als valors repetits dividint {\displaystyle K} per {\displaystyle 1-{\frac {\sum _{i=1}^{G}(t_{i}^{3}-t_{i})}{N^{3}-N}}}, on {\displaystyle G} és el nombre de grups de diferents rangs repetits, i {\displaystyle t_{i}} és el nombre d'observacions repetides dins del grup {\displaystyle i} que té observacions repetides per a un determinat valor. Aquesta correcció fa canviar a {\displaystyle K} molt poc fora que hi hagi un gran nombre d'observacions repetides.
3. Finalment, el p-value (valor p) és aproximat per {\displaystyle \Pr(\chi _{g-1}^{2}\geq K)}. Si algun {\displaystyle n_{i}} és petit ({\displaystyle <5}) la distribució de {\displaystyle K} pot ser diferent de khi-quadrat.